# Lavenone
Lavenone là một đô thị thuộc tỉnh Brescia trong vùng Lombardia ở Ý. Đô thị này có diện tích 31 km², dân số 659 người. 
Đô thị này giáp với các đô thị sau: Anfo, Bagolino, Collio (Brescia), Idro, Pertica Bassa, Treviso Bresciano, Vestone.